# Einar Thermænius
Carl Einar Thermænius, född 27 mars 1889 i Hallsberg, död 5 februari 1955, var en svensk översättare och redaktör. Han är mest känd för sina översättningar av brittiska kriminalromaner och andra spänningslitterära verk. 

## Biografi
Einar Thermænius föddes som son till ingenjören Emil Theodor Thermænius och Lydia Vilhelmina, född Rosenström. Familjen flyttade år 1894 från Hallsberg till Svalöf efter att fadern lämnat sin tjänst vid familjeföretaget Joh. Thermænius & Son.
Thermænius avlade mogenhetsexamen i Lund 1907 och tog senare examen från Malmö handelsskola. Han arbetade en tid som korrespondent åt Utsädesbolaget i Svalöv och Husqvarna Vapenfabrik. År 1923 flyttade Thermænius till Stockholm för att verka som direktörsassistent och direktör i skilda företag. År 1928 blev han verksam som redaktör vid Åhlén & Åkerlund, där han grundade och förestod redaktionstjänsten. Samtidigt hade han även redaktionella uppdrag för Albert Bonniers förlag.
Parallellt med sin tjänst som redaktör påbörjade Thermænius även en karriär som översättare och blev snabbt känd för sina översättningar av brittiska kriminalromaner. Thermænius översatte över hundra enskilda boktitlar och hade särskilt nära samarbete med Bonniers förlag. En av de författare han översatte mest var Agatha Christie, och han bidrog därigenom till att introducera och popularisera spänningslitteratur i Sverige.
Utöver kriminalromaner översatte Thermænius även enstaka romaner inom olika genrer samt facklitteratur och barnlitteratur. Han visade särskilt intresse för kinesisk litteratur och översatte verk av såväl kinesiska författare som författare med koppling till Kina.
Einar Thermænius avled den 5 februari 1955.

## Översättningar (urval)
- Atlantis av Gerhart Hauptmann (1929)
- Ung älskog av Henrik Pontoppidan (1929)
- ABC-morden av Agatha Christie (1938)
- Tio små negerpojkar av Agatha Christie (1940)
- Natt i Bombay av Louis Bromfield (1941)
- Skeppet och stranden av Vicki Baum (1942)
- På igenvuxna stigar av Knut Hamsun (1949)
- Kung Markatta av Wu Cheng'en (1949)